# Deokjong
Deokjong (né le 9 juin 1016 et mort le 31 octobre 1034) est le neuvième roi de la Corée de la dynastie Goryeo. Il a régné du 17 juin 1031 à sa mort.